# Muizenstaartzwam
De muizenstaartzwam (Baeospora myosura) is een schimmel uit de familie Marasmiaceae. Hij groeit op dennen- en sparrenkegels die vaak begraven liggen. De kleur is bruin tot crème. Het is een algemeen voorkomende bospaddenstoel in Noord-Amerika en Europa.

## Kenmerken

### Uiterlijke kenmerken
Hoed
De dunvlezige vruchtlichamen hebben aanvankelijk een bijna halfronde en later een vlak gewelfde hoed met een diameter van 0,5 tot 2 cm en soms een kleine umbo. Het gladde oppervlak vertoont aanvankelijk een vleesbruine kleur en na opdrogen een bleek beige kleur. De rand is duidelijk lichter getint, wat vlekkerig en ingerold.
Lamellen
De wittige plaatjes staan zeer dicht opeen. Ze zijn smal, bijna vrij van de steel of smal aangehecht. 
Steel
De cilindrische steel is 1 tot 4 (-8) cm lang en 1 tot 2 mm dik. De kleur is ongeveer als de hoed maar meer donkerbruin naar de basis toe. De consistentie is wat stijf kraakbeenachtig. De steel is vol als hij jong is, maar hol als hij oud is. Het uiteinde van de steel bestaat uit een wortelachtige verlenging met afstaande stijve haren. 
Geur en smaak
Het lichtbeige vruchtvlees ruikt onopvallend en smaakt mild.
Sporenprint
De sporenprint is wit. 

### Microscopische kenmerken
De sporen zijn kleurloos, elliptisch, glad en amyloïde. De sporenmaat is 3-4,5 × 1,5-2,5 µm. Aan de randen van de lamellen bevinden zich cheilocystidia die geen kristallen hebben.

## Verspreiding
De muizenstaartzwam komt veel voor in het holarctisch gebied. Hij kan worden gevonden in Noord-Amerika, Europa en Noord-Azië (Kaukasus). In Europa komt de schimmel voor van Groot-Brittannië, de Benelux en Frankrijk in het westen tot Estland en Wit-Rusland in het oosten en van Spanje, Italië en Roemenië in het zuiden tot Fennoscandinavië in het noorden.

## Foto's

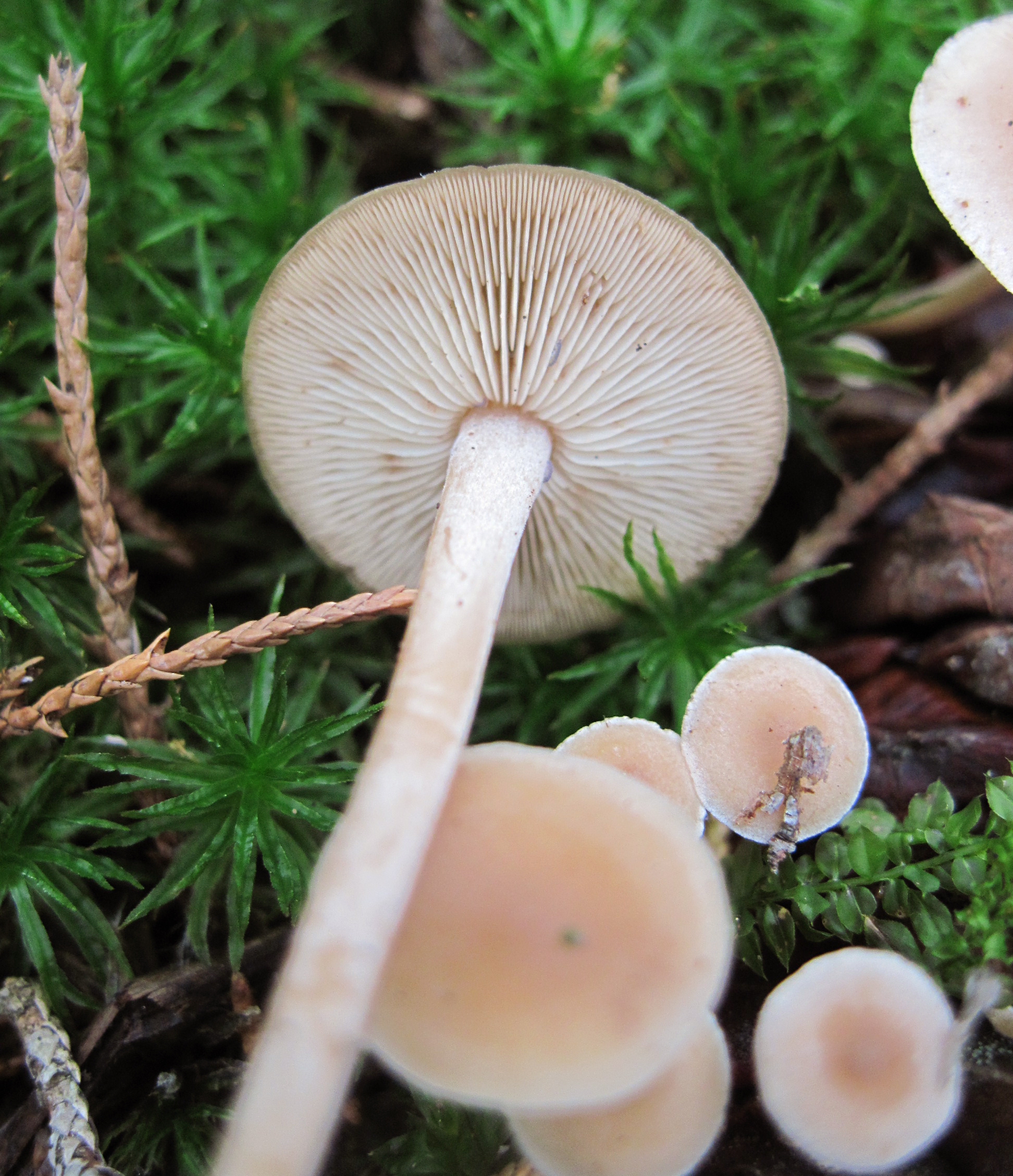
Steel
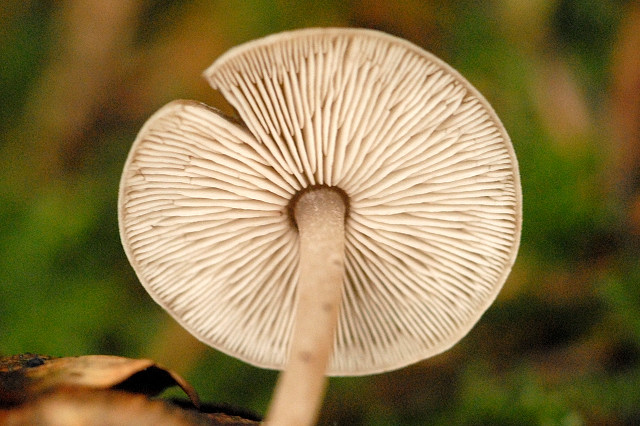
Lamellen